# Abdoulaye Doucouré
Abdoulaye Doucouré (* 1. ledna 1993 Meulan-en-Yvelines) je francouzský profesionální fotbalista, který hraje na pozici středního záložníka za anglický klub Everton FC.

## Klubová kariéra
Doucouré se narodil ve městě Meulan-en-Yvelines, v departementu Yvelines, malijským rodičům. Jeho bratranec Ladji Doucouré je francouzský atlet, držitel dvou zlatých medailí z Mistrovství světa.

### Rennes
Doucouré se dostal do akademie francouzského prvoligového klubu Stade Rennais v roce 2007 z klubu OFC Les Mureaux. Na lavičce A-týmu se poprvé objevil 20. října 2012 v ligovém utkání proti Montpellieru; do zápasu však nenastoupil. Svůj debut si odbyl 27. dubna následujícího roku, když se objevil v základní sestavě utkání proti Stade Brest. V 28. minutě zápasu otevřel skóre a pomohl k výhře 2:0. Dne 26. května, v předposledním ligovém kole sezóny proti Ajacciu, si Doucouré vážně poranil koleno, následné vyšetření pak odhalilo přetržený zkřížený vaz a nutnost operace.
Do dalšího zápasu nastoupil až 21. prosince, když odehrál posledních 25 minut utkání proti Sochaux. Po návratu ze zranění se Doucouré stal stabilním členem základní sestavy a v dubnu 2014 prodloužil smlouvu s francouzským klubem až do června 2017. V průběhu sezóny 2013/14 nastoupil do 20 ligových zápasů, ve kterých se šestkrát střelecky prosadil a připsal si další tři asistence.
V prvním kole sezóny 2015/16 si Doucouré v úvodu duelu na půdě Bastie vykloubil rameno a následně absentoval ve třech ligových zápasech.

### Watford

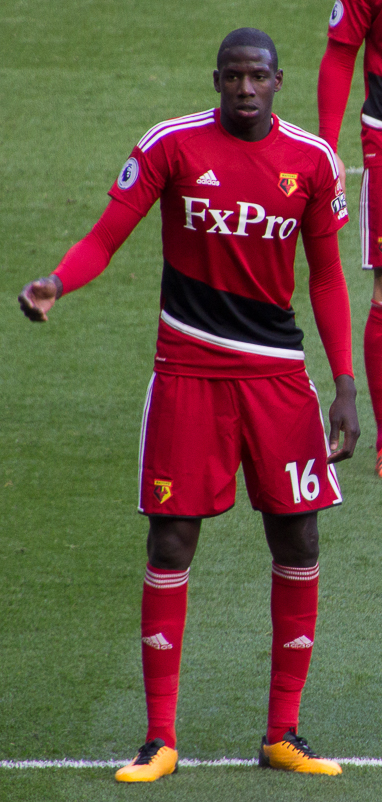
Doucouré v dresu Watfordu (2017)

Dne 1. února 2016 přestoupil Doucouré do anglického Watfordu za částku okolo 10 miliónů euro.

#### Granada (hostování)
Obratem však zamířil na půlroční hostování do španělské Granady. Doucouré se poprvé objevil v zápase španělské nejvyšší soutěže o týden později, když v 80. minutě domácího utkání proti Realu Madrid vystřídal Adalberta Peñarandu. V základní sestavě se poprvé objevil 28. února, a to v zápase proti Deportivu La Coruña.

#### Návrat do Watfordu
Doucouré debutoval v dresu Watfordu, a také v zápase Premier League, 20. srpna 2016 v utkání proti Chelsea, když na posledních šest minut vystřídal Étienna Capoueho. V průběhu podzimní části sezóny 2016/17 se spekulovalo o odchodu Doucourého z Watfordu z důvodu nedostatku příležitostí v zápasech; francouzský záložník však v klubu zůstal. Svůj první gól v dresu The Hornets vstřelil 4. března 2017 do sítě Southamptonu při prohře 3:4.
V prvním zápase sezóny 2017/18 se střelecky prosadil proti Liverpoolu a pomohl týmu k bodu po remíze 3:3. Ve zbytku sezóny vynechal jen jediný ligový zápas, a to kvůli suspendaci po obdržení 4 žlutých karet. Stal se stabilním členem základní sestavy a za své výkony získal ocenění pro nejlepšího hráče klubu. V roce 2019 byl důležitou součástí týmu, který postoupil až do finále FA Cupu, odehrál jak celé čtvrtfinálové utkání proti Crystal Palace (výhra 2:1), tak semifinále proti Wolves (výhra 3:2 po prodloužení). Nastoupil také do finále proti Manchesteru City, ve kterém však Watford utrpěl vysokou porážku 0:6.

### Everton
Dne 8. září 2020 přestoupil Doucouré do Evertonu za částku ve výši asi 20 milionů liber. V klubu podepsal tříletou smlouvu s opcí na další rok.
Doucouré debutoval 13. září 2020, v prvním ligovém kole sezóny 2020/21 proti Tottenhamu Hotspur;v zápase, který Everton vyhrál 1:0, výrazně Doucouré přispěl k udržení čistého konta, když zastavil Lucase Mouru v jeho průniku na brankáře Jordana Pickforda.
Doucouré vstřelil svůj první gól v dresu Evertonu 22. listopadu 2020, a to hlavičkou při ligové výhře 3:2 proti Fulhamu. Další branku vstřelil 6. února následujícího roku; při remíze 3:3 proti Manchesteru United na Old Trafford dorazil do odkryté branky střelu Dominica Calverta-Lewina.
Dne 12. března 2021, manažer Evertonu Carlo Ancelotti potvrdil, že Doucouré si při tréninku zlomil nohu. Do zápasu se vrátil na konci sezóny, a to 13. května v utkání proti Aston Ville.

## Reprezentační kariéra
V březnu 2019 údajně Doucourého oslovila fotbalová asociace Mali kvůli reprezentování africké země, za kterou má možnost hrát prostřednictvím svých rodičů. Hráč však údajně nabídku odmítl s tím, že touží reprezentovat svoji rodnou zemi.
V únoru 2020 Doucouré v rozhovoru řekl, že se doufá v povolání do francouzského národního týmu, nicméně nevyloučil reprezentování Mali. V září 2020 byl Doucouré povolán Malijskou asociací na nadcházející zápasy proti Ghaně a Íránu, Doucouré ale nominaci odmítl.

## Statistiky

### Klubové
K 13. září 2021
| Klub            | Sezóna  | Liga           | Liga   | Liga | Národní pohár | Národní pohár | Ligový pohár | Ligový pohár | Celkem | Celkem |
| Klub            | Sezóna  | Liga           | Zápasy | Góly | Zápasy        | Góly          | Zápasy       | Góly         | Zápasy | Góly   |
| --------------- | ------- | -------------- | ------ | ---- | ------------- | ------------- | ------------ | ------------ | ------ | ------ |
| Rennes          | 2012/13 | Ligue 1        | 4      | 1    | 0             | 0             | 0            | 0            | 4      | 1      |
| Rennes          | 2013/14 | Ligue 1        | 20     | 6    | 6             | 0             | 1            | 1            | 27     | 7      |
| Rennes          | 2014/15 | Ligue 1        | 35     | 3    | 3             | 2             | 3            | 0            | 41     | 5      |
| Rennes          | 2015/16 | Ligue 1        | 16     | 2    | 2             | 0             | 2            | 1            | 20     | 3      |
| Rennes          | Celkem  | Celkem         | 75     | 12   | 11            | 2             | 6            | 2            | 92     | 16     |
| Granada (host.) | 2015/16 | La Liga        | 15     | 0    | 0             | 0             | —            | —            | 15     | 0      |
| Watford         | 2016/17 | Premier League | 20     | 1    | 2             | 0             | 1            | 0            | 23     | 1      |
| Watford         | 2017/18 | Premier League | 37     | 7    | 2             | 0             | 0            | 0            | 39     | 7      |
| Watford         | 2018/19 | Premier League | 35     | 5    | 4             | 0             | 1            | 0            | 40     | 5      |
| Watford         | 2019/20 | Premier League | 37     | 4    | 0             | 0             | 2            | 0            | 39     | 4      |
| Watford         | Celkem  | Celkem         | 129    | 17   | 8             | 0             | 4            | 0            | 141    | 17     |
| Everton         | 2020/21 | Premier League | 29     | 2    | 3             | 1             | 2            | 0            | 34     | 3      |
| Everton         | 2021/22 | Premier League | 4      | 1    | 0             | 0             | 0            | 0            | 4      | 1      |
| Everton         | Celkem  | Celkem         | 33     | 3    | 3             | 1             | 2            | 0            | 38     | 4      |
| Celkem          | Celkem  | Celkem         | 252    | 32   | 22            | 3             | 12           | 2            | 286    | 37     |

## Ocenění

### Klubové

#### Watford
- FA Cup: 2018/19 (druhé místo)[34]

### Individuální
- Hráč sezóny Watfordu: 2017/18[35]